# 迈克尔·谢伦伯格
迈克尔·D·谢伦伯格（Michael D. Shellenberger，1971年6月16日—），美国作家、记者。谢伦伯格是奥斯汀大学首位特聘教授，担任政治、审查和言论自由CBR主席。